# Maarten Bouwknecht
Maarten Bouwknecht (Groninga, 14 dicembre 1994) è un cestista olandese.

## Palmarès
- Campionato olandese: 3

GasTerra Flames: 2013-2014
Leida: 2022-2023, 2023-2024
- Coppa d'Olanda: 4

Donar Groningen: 2014, 2015
Den Bosch: 2016
Leiden: 2023
- Supercoppa d'Olanda: 3

Donar Groningen: 2014
Den Bosch: 2015
Leida: 2023
- BNXT League: 2

Leida: 2021-22, 2022-23